# Ceutorhynchus pleurostigma
Espèce
Ceutorhynchus pleurostigma (le charançon gallicole du chou) est une espèce d'insectes coléoptères de la famille des Curculionidae, originaires d'Europe.
Ces insectes parasitent les plantes de la famille des Brassicaceae, sauvages ou cultivées, notamment le navet, le chou, le chou-fleur, colza. Ils sont considérés comme des ravageurs dans la mesure où les larves développent dans les racines ou au niveau du collet des plantes-hôtes des galles sphériques qui dégradent la qualité des produits récoltés ou peuvent tuer les jeunes plantules.
Ces dégâts peuvent être confondus avec les renflements du collet ou des racines provoqués par la hernie des Crucifères due à un champignon? myxomycète, Plasmodiophora brassicae.